# Sleep Train Arena
De Sleep Train Arena is een indoor-sportstadion gelegen in Sacramento, Californië. Vaste bespeler zijn de Sacramento Kings die uitkomen in de NBA. Van 1997 tot 2009 speelde ook de Sacramento Monarchs hun basketbalwedstrijden in de Arena.
Het stadion is tevens host geweest van Ultimate Fighting Championship 65 en 73.